# Barysaw
Barysaw (Wit-Russisch: Барысаў; Łacinka: Barysaŭ) of Barisaw is een stad in Wit-Rusland. Het ligt in oblast Minsk, 56 kilometer ten noordoosten van Minsk en aan de rivier de Berezina, een zijrivier van de Dnjepr. De stad heeft 145.659 inwoners en ligt op de Wit-Russische Rug. Het is het administratieve centrum van de gelijknamige rayon. Voor de Wit-Russische onafhankelijkheid werd de stadsnaam als Borisov (Russisch: Борисов) geschreven en deze naam wordt nog steeds vaak gebruikt voor de stad. 

## Geschiedenis
De stad Borisov werd voor het eerst genoemd in een document uit 1102. De stad werd volgens het document gesticht door de Polatske prins Boris Vseslavitsj, na een overwinning op een stad in de buurt van Borisov.
Na een brand, die de stad volledig in de as legde, is Borisov voor twee eeuwen verlaten geweest. Vervolgens is de stad herbouwd, iets ten zuiden van de oorspronkelijke plek, stroomafwaarts van de rivier de Berezina. Vanwege deze geografische positie van de stad werd het in de dertiende eeuw een handelscentrum. Aan het einde van deze eeuw werd Borisov deel van het grootvorstendom Litouwen.
Twee eeuwen later in 1563 kreeg de stad het Maagdenburgse recht, waardoor de stad een zelfbestuur kreeg. Zes jaar later, in 1569, werd Borisov deel van de Unie van Lublin en bleef zo drie eeuwen lang een staat in het Pools-Litouws Gemenebest. Gedurende deze tijd heeft Borisov veel te maken gehad met oorlogen. Al eerder, aan het begin van de veertiende eeuw, was Borisov bijna vernietigd door een gevecht tussen Wladislaus II Jagiello, Sigismund Kęstutaitis en Švitrigaila. Gedurende de oorlog tussen Rusland en het Pools-Litouws Gemenebest werd de stad verschillende malen bezet door het Russische leger. Tijdens de Grote Noordse Oorlog werd de stad zwaar beschadigd.
In 1812 staken de legers van Napoleon de Berezina over. Ze maakten vervolgens een schijnbeweging om Borisov heen en vluchtten over een van de noordelijke bruggen. Later werd de Grande Armée ingesloten door het Russische leger.
De stad werd opnieuw verwoest door Nazi Duitsland, tijdens de bezetting tussen 2 juli 1941 en 1 juli 1944. Tijdens deze bezetting werden meer dan 33.000 burgers gedood.
Sinds de wederopbouw van de stad is het een industrieel centrum geworden, met meer dan veertig verschillende fabrieken.

## Infrastructuur
Sinds 1871 heeft Barysaw een spoorwegstation, op de lijn Brest-Vitebsk. Verder zijn er tegenwoordig ongeveer 30 buslijnen, die delen van de stad met elkaar verbinden.

## Sport
De stad is de thuisbasis van het Wit-Russische voetbalteam FK BATE Barysaw. Die club was vele malen kampioen van Wit-Rusland en deed mee aan de UEFA Cup en de UEFA Champions League. BATE speelt zijn thuiswedstrijden in de Barysaw Arena. Daarnaast zijn er nog twee andere stadions, drie zwembaden en acht sportparken.

## Geboren
- Anatoli Tsjoebajs (1955), politicus
- Ljoedmila Kalintsjik (1982), biatlete

## Zustersteden
- Krementsjoek
- Elets
- Malojaroslavets
- Mytisjtsji
- Podolsk
- Nolinsk
- Gagarin
- Pavlovo
- Ejsk
- Valmiera
- Kalan
- Narva
- Pazardzjik